# Tadamichi Machida
Tadamichi Machida (町田 忠道, Tadamichi Machida) est un footballeur japonais né le 23 mai 1981.